# Ernest Libérati

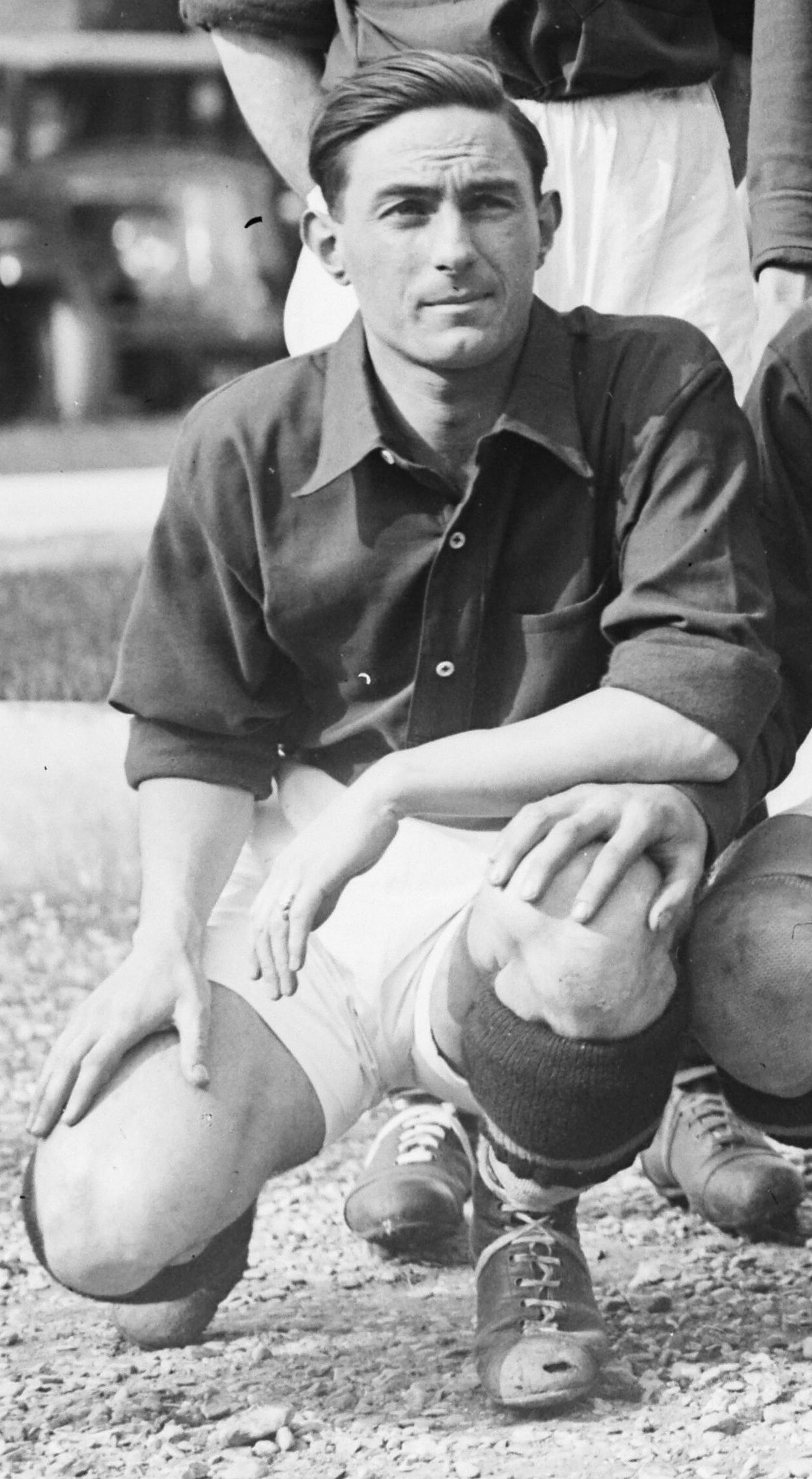
A imagem mostra o futebolista Ernest Libérati

Ernesti Libérati (Orã, Argélia, 22 de março de 1908 – 2 de junho de 1983) foi um futebolista francês.

## Biografia
Jogador de 1,72 e 69 quilos revelado pelo Amiens teve uma brilhante trajetória com a camisa dos Bleus. Ponta-direita rápido e de um estilo irretocável, era igualmente um bom chutador.
Passou por diversos clubes: Amiens entre 1930 e 1932, Fives entre 1932 e 1934,Olympique de Lille entre 1934 e 1935, Sochaux em 1935 e 1936, Valenciennes Anzin em 1936 e 1937, e finalmente Olympique de Marselha em 1937 e 1938.
Pela seleção francesa foram 19 jogos e 4 gols entre 1930 e 1934, tendo participado da Copa do Mundo de 1930, jogando todas as partidas dos bleus na competição.
Também participou do célebre jogo em que os franceses derrotaram os ingleses por 5 x 2, em Colombes.